# Grön glansstjärt
Grön glansstjärt (Metallura williami) är en fågel i familjen kolibrier.

## Utseende och läte
Grön glansstjärt är en kortnäbbad kolibri. Hanen är mörkgrön med en mörk och ibland glittrande strupfläck. Honan är lik men saknar strupgläck och är fjällat beige- eller rostfärgad under. Stjärtfärgen varierar från grönt till blått och ibland lite rostrött ovan, dock aldrig så mycket som hos smaragdstrupig glansstjärt.

## Utbredning och systematik
Grön glansstjärt delas in i fyra underarter med följande utbredning:
- M. w. williami – förekommer i centrala Anderna i Colombia
- M. w. recisa – förekommer i Anderna i norra centrala Colombia (Frontino i Antioquia)
- M. w. primolinus – förekommer i östra Anderna i södra Colombia (Nariño) och i norra Ecuador
- M. w. atrigularis – förekommer i Anderna i södra Ecuador (Cordillera de Chilla i Azuay och Loja)

## Levnadssätt
Grön glansstjärt hittas i höga bergstrakter, i páramo eller i kanter av elfinskog. Där ses den födosöka vid små blommor.

## Status och hot
Arten har ett stort utbredningsområde, men tros minska i antal, dock inte tillräckligt kraftigt för att den ska betraktas som hotad. Internationella naturvårdsunionen IUCN listar arten som livskraftig (LC).

## Namn
Fågelns vetenskapliga artnamn hedrar en William Savory Wilson, en amerikan boende i Paris.